# Protocolo de San Luis sobre Asistencia Jurídica Mutua en Asuntos Penales
El Protocolo de Asistencia Jurídica Mutua en Asuntos Penales es un tratado firmado en el ámbito del MERCOSUR entre Argentina, Brasil, Paraguay y Uruguay el 25 de junio de 1996 en San Luis, Argentina, con el fin de establecer un sistema de cooperación judicial penal internacional entre los Estados Parte en materia penal en los distintos niveles de cooperación penal, excepto la extradición, que ha sido regulada en el Acuerdo sobre Extradición entre los Estados Parte del MERCOSUR de 1998.

## Estados Parte del protocolo
| Estado    | Firmado             | Aprobado                                       | Depósito               | En vigor            |
| --------- | ------------------- | ---------------------------------------------- | ---------------------- | ------------------- |
| Argentina | 25 de junio de 1996 | 21 de abril de 1999 (Ley Nº 25095)             | 9 de diciembre de 1999 | 8 de enero de 2000  |
| Brasil    | 25 de junio de 1996 | 26 de enero de 2000 (Decreto Legislativo Nº 3) | 28 de marzo de 2000    | 27 de marzo de 2000 |
| Paraguay  | 25 de junio de 1996 | 23 de diciembre de 1997 (Ley Nº 1204)          | 20 de enero de 1998    | 8 de enero de 2000  |
| Uruguay   | 25 de junio de 1996 | 9 de agosto de 1999 (Ley Nº 17145)             | 7 de julio de 2000     | 6 de agosto de 2000 |